# ×Serapicamptis
×Serapicamptis je hibridni biljni rod iz porodica kaćunovki, formule Anacamptis x Serapias
Notovrste ovog roda raširene su po Sredozemlju, u Hrvatskoj su zabilježene dvije, ×Serapicamptis ×fontanae i ×Serapicamptis ×rousii, a drugi izvori dodaju i ×Serapicamptis ×tommasinii i ×Serapicamptis ×capitata

## Notovrste
1. ×Serapicamptis ×adulterina (E.G.Camus) J.M.H.Shaw
2. ×Serapicamptis ×anatolica (Renz & Taubenheim) J.M.H.Shaw
3. ×Serapicamptis ×andaluciana (B.Baumann & H.Baumann) H.Kretzschmar, Eccarius & H.Dietr.
4. ×Serapicamptis ×barlae (K.Richt.) J.M.H.Shaw
5. ×Serapicamptis ×bevilacquae (Penz.) J.M.H.Shaw
6. ×Serapicamptis ×capitata (E.G.Camus) H.Kretzschmar, Eccarius & H.Dietr.
7. ×Serapicamptis ×correvonii (E.G.Camus & A.Camus) J.M.H.Shaw
8. ×Serapicamptis ×cytherea (B.Baumann & H.Baumann) H.Kretzschmar, Eccarius & H.Dietr.
9. ×Serapicamptis ×debeauxii (E.G.Camus) J.M.H.Shaw
10. ×Serapicamptis ×dhiorii (M. & Mar.Ackermann) H.Kretzschmar, Eccarius & H.Dietr.
11. ×Serapicamptis ×ducoroniae (P.Delforge) J.M.H.Shaw
12. ×Serapicamptis ×duffortii (E.G.Camus) H.Kretzschmar, Eccarius & H.Dietr.
13. ×Serapicamptis ×erhardtiana (K.Lorenz & R.Lorenz) J.M.H.Shaw
14. ×Serapicamptis ×fontanae (E.G.Camus) H.Kretzschmar, Eccarius & H.Dietr.
15. ×Serapicamptis ×forbesii Godfery
16. ×Serapicamptis ×garbariorum (Murr) J.M.H.Shaw
17. ×Serapicamptis ×ligustica (E.G.Camus) J.M.H.Shaw
18. ×Serapicamptis ×monfortensis (De la Peña) Chetta, Gennaio, Medagli & Gargiulo
19. ×Serapicamptis ×mutata (E.G.Camus) J.M.H.Shaw
20. ×Serapicamptis ×myrtoa (Kalop. & Aperghis) J.M.H.Shaw
21. ×Serapicamptis ×nelsoniana (Bianco, D´Emerico, Medagli & Ruggiero) J.M.H.Shaw
22. ×Serapicamptis ×nouletii (Rouy) H.Kretzschmar, Eccarius & H.Dietr.
23. ×Serapicamptis ×pisanensis (Godfery) J.M.H.Shaw
24. ×Serapicamptis ×portiferi Lumare & Medagli
25. ×Serapicamptis ×rousii (Du Puy) J.M.H.Shaw
26. ×Serapicamptis ×sonii (M.Hirth & H.Spaeth) H.Kretzschmar, Eccarius & H.Dietr.
27. ×Serapicamptis ×timbali (K.Richt.) H.Kretzschmar, Eccarius & H.Dietr.
28. ×Serapicamptis ×tommasinii (A.Kern.) J.M.H.Shaw
29. ×Serapicamptis ×traverseriana S.Baumann
30. ×Serapicamptis ×triloba (Viv.) J.M.H.Shaw

## Sinonimi
- xAnacamptiserapias J.M.H.Shaw; Orchid Rev. 115(1274, Suppl.): 20 (2007), pro syn.
- xAnterioserapias P.Delforge; Naturalistes Belges 90 (Orchid. 22): 30 (2009)
- xHerorchiserapias P.Delforge; Naturalistes Belges 90 (Orchid. 22): 30 (2009)
- xPaludorchiserapias P.Delforge; Naturalistes Belges 90 (Orchid. 22): 30 (2009)
- xSerapimeulenia P.Delforge; Naturalistes Belges 90 (Orchid. 22): 30 (2009)